# Phaea aurantia
Phaea aurantia es una especie de escarabajo longicornio del género Phaea, tribu Tetraopini, subfamilia Lamiinae. Fue descrita científicamente por Wappes & Santos-Silva en 2021.

## Descripción
Mide 8,9-10,6 milímetros de longitud.

## Distribución
Se distribuye por México.